# برای کریسمس فقط تو را می‌خواهم
برای کریسمس فقط تو را می‌خواهم (به انگلیسی: All I Want for Christmas Is You) یک تک‌آهنگ از هنرمند اهل ایالات متحده آمریکا ماریا کری است که در سال ۱۹۹۴ میلادی منتشر شد.
این تک‌آهنگ در چارت‌های ایتالیا، نروژ، اسپانیا، سوئد، جزو ده ترانه اول قرار گرفت.
در سال ۲۰۱۱ ماریا کری و جاستین بیبر این آهنگ را بازخوانی کردند و در آلبوم جدید بیبر به نام زیر دارواش منتشر شد.